# Jean Charles Pabst
Jean Charles Pabst (japanisch パプスト, J. C.; geboren 8. März 1873 in Den Haag; gestorben 24. Januar 1942 in Tokio) war ein niederländischer Offizier und Diplomat.

## Leben und Werk

### Frühe Jahre
Jean Charles Pabst war der Sohn von Antonius Henricus Pabst, einem ostindischer Beamten. Im Alter von 16 Jahren begann Pabst 1889 seine Ausbildung zum Artillerieoffizier in Niederländisch-Ostindien an der „Königlichen Militärakademie“ (KMA) in Breda. 1894 brach er als Leutnant in den Osten auf, wo er von 1898 bis 1899 am Krieg in Aceh teilnahm. Anschließend verbrachte er acht Jahre in den Niederlanden, um an der „Higher Military School“ (HKS) zu studieren und an der KMA Taktik und ostindische Militärgeschichte (ab 1902) zu unterrichten. Zurück in Niederländisch-Ostindien diente er als Hauptmann in verschiedenen Armeeeinheiten und im Hauptquartier des Generalstabs in Bandung. Von November 1910 bis März 1916 diente Pabst als Militärattaché in Tokio und Peking, wo er die militärische Entwicklung Japans und die Kriegsherren im revolutionären China aufmerksam verfolgte. Nach 1916 stieg Pabst schnell in höhere militärische Ränge auf. 1918 wurde er Leiter des HKS-Lehrgangs in Bandung, im folgenden Jahr Inspekteur der Festungsartillerie und dann der mobilen Festungsartillerie. Schließlich wurde er 1920 zum Inspekteur der Artillerie ernannt.
Pabst beschränkte sich nicht auf die militärische Praxis. Er veröffentlichte Artikel zu militärisch-taktischen Themen in der „Indisch Militair Tijdschrift“, deren Herausgeber er von Juli 1919 bis Ende 1920 war. Im Jahr 1918 ernannte Generalgouverneur J. P. van Limburg Stirum (1873–1948) ihn zum Mitglied des Volksraads, dem er bis 1920 angehörte und in dem er sich hauptsächlich mit militärischen Angelegenheiten befasste. Pabst zeigte im Volksraad eine weniger engstirnige Sichtweise, als es unter Soldaten üblich war. Dies wurde bei der Diskussion des Vorentwurfs des Gesetzes zur Einführung der Wehrpflicht für „Einheimische“ deutlich, dessen überzeugter Befürworter er war. Auf Vorschlag des Außenministers, Herrn H.A. van Karnebeek wurde Pabst mit Wirkung vom 1. Mai 1923 zum Gesandten in Tokio ernannt.
Pabst nahm seine neue Aufgabe mit Begeisterung an, doch schon bald zeigte sich, dass er zu kurz kam: Seine Kunden empfanden ihn als zu sehr ins Detail gehend, als Diplomat nicht repräsentativ genug und in seiner Berichterstattung mitunter zu beunruhigend. Er war sich jedoch schon früh der wichtigen Rolle bewusst, die die Streitkräfte im politischen System Japans spielten. Die wichtigen Angelegenheiten der niederländisch-japanischen Beziehungen wurden in Den Haag oder Batavia geklärt, nicht in Tokio. Die Unzufriedenheit mit Pabst wuchs vor allem in den 1930er Jahren, vor allem in Batavia. Im Jahr 1936 forderte Generalgouverneur B.C. de Jonge (1878–1958) die Entlassung von Pabst, von dem er ohnehin keine hohe Meinung hatte, nachdem er am 21. April ein alarmierendes Telegramm über einen bevorstehenden japanischen Angriff auf Niederländisch-Ostindien geschickt hatte. Obwohl der Minister der Kolonien, H. Colijn (1869–1944), Pabst als „Panikmacher“ bezeichnete, wurde dieser nicht entlassen. Darüber hinaus waren die Menschen in Niederländisch-Ostindien, insbesondere nach der Einrichtung der Abteilung für ostasiatische Angelegenheiten, besser über die Entwicklungen in Japan informiert als die Gesandtschaft.

### Spätere Jahre
1939 kündigte Pabst seinen baldigen Rücktritt aus gesundheitlichen Gründen an – er litt seit 1932 an einer Herzkrankheit –, machte diese Entscheidung jedoch rückgängig. Als E. van Kleffens (1894–1983) Pabst Ende 1940 ablösen wollte, stellte sich heraus, dass die japanische Regierung keine Zustimmung für einen Nachfolger gewähren wollte, so dass nach seiner Rückkehr die Leitung der Gesandtschaft einem vorübergehenden Geschäftsträger übertragen werden musste. Pabst blieb bis zur Kriegserklärung an Japan am 8. Dezember 1941 auf seinem Posten. Während seiner anschließenden Internierung in der Gesandtschaft erlitt er kurz darauf einen Herzinfarkt; er starb wenige Tage später an den Folgen. Am 29. Januar 1942 trafen sich alliierte und neutrale diplomatische Vertreter unter japanischer Polizeiaufsicht zum letzten Mal zur Trauerfeier für Pabst, der von der niederländischen Kolonie mit dem Gesang „Het Wilhelmus“ abgeschlossen wurde.
Pabst lebte ein sehr genügsames Leben: Er rauchte nicht, trank keinen Alkohol und trank keinen Kaffee, er ging selten aus, erhielt wenig und lud Gäste nur zum Mittagessen ein. Für einen Leiter einer diplomatischen Mission war dies ein ungewöhnlicher Lebensstil. Auf einige Besucher wirkte er seltsam, als würde er auf Eierschalen laufen. Der etwas zynische und in seinen späteren Jahren misstrauische Pabst war seinen Mitarbeitern gegenüber ein äußerst schwieriger Vorgesetzter. Ausländische Kollegen wie der amerikanische Botschafter J. C. Grew (1880–1965) bewunderte seine großartigen Japankenntnisse, insbesondere in ihren frühen Jahren in Tokio, als sie selbst wenig Erfahrung hatten. Als Diplomat hatte er für die Niederlande keine große Bedeutung, aber da das letzte Wort immer bei den höheren Behörden in Den Haag lag, konnte er wenig Schaden anrichten.